# Valor (color)
Se denomina valor a la amplitud de la luz que define el color; más cerca del negro, más bajo es el valor.
Solo hay dos valores: Blanco y negro. Los grises, que son tonos del blanco y del negro, no son colores, son valores que se utilizan
para oscurecer y aclarar otros colores.

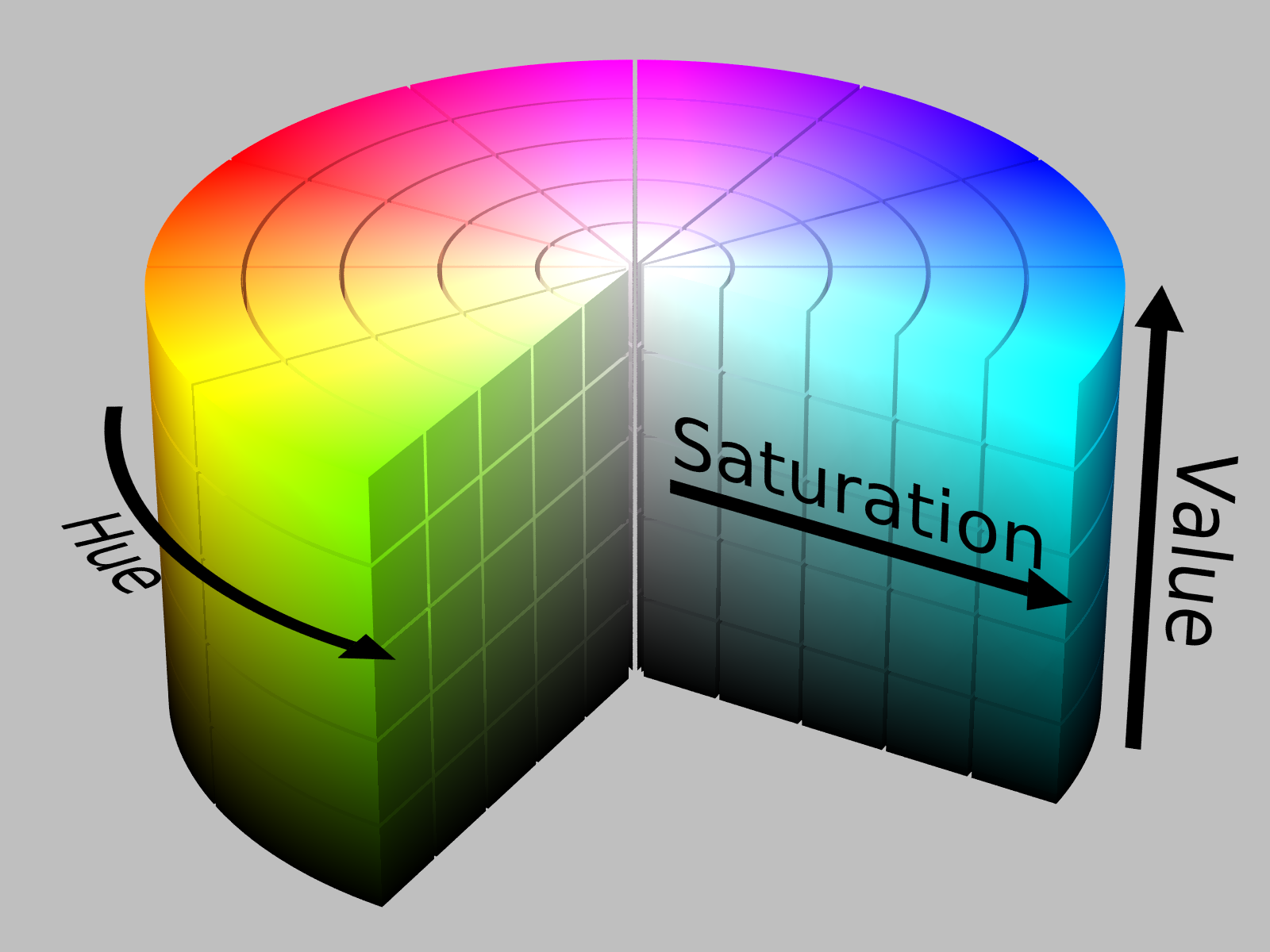
Representación del valor de los colores en el modelo cilíndrico de HSV.

Los "grises" son valores particulares en el eje negro-blanco. Son una mezcla (en síntesis aditiva de color) de la misma proporción y con el mismo valor de los tres  colores primarios, rojo, amarillo y azul. En síntesis sustractiva los tres colores son cian, amarillo y  magenta. Para obtener gris, los valores de cian, magenta y amarillo no están en igual proporción.
Cada uno de los grises puede ser visto como un color carente de matiz; el negro y el blanco son grises extremos. El negro es un gris de valor cero y corresponde a la ausencia de luz (nada de luz es recibida por el ojo).
El blanco es un gris de valor máximo y puede ser considerado como una plenitud de color (todas las frecuencias de onda de la luz son recibidas por el ojo con un valor máximo). Tenga en cuenta que, estrictamente hablando, no hay un blanco, sino un número infinito de blancos; cada uno de ellos se caracteriza por su temperatura de color: en fotografía en color y en video, se distingue corrientemente el blanco a alrededor de 2800 K (Kelvin) de una lámpara incandescente convencional, a 3200 K de una lámpara de photoflood de tungsteno, a 5200 K de una lámpara de arco y a 6500 K de un  Flash Electrónico o del sol.
- Datos: Q9092521